# ZA-P-2219
La ZA-P-2219 es una carretera española perteneciente a la Red de carreteras de la Diputación Provincial de Zamora que une Almeida de Sayago con la carretera  ZA-305 .
Además da acceso a las localidades de Escuadro y Viñuela de Sayago.

## Origen y Destino
La carretera  ZA-P-2219  tiene su origen en Almeida de Sayago en la intersección con de la  ZA-320 , y termina en la localidad de Santiz en su intersección con las carreteras  ZA-305  y  DSA-512  formando parte de la Red de Carreteras Provinciales de la Diputación de Zamora.